# Coppa Interamericana 1972
La Coppa Interamericana 1972 è stata la terza edizione del trofeo riservato alle squadre vincitrici della CONCACAF Champions' Cup e della Coppa Libertadores.

## Tabellino

### Andata
| Arbitro: | Mirón |

|                 |            | |
| Brand 75’       | Marcatori  | 30’ Semenewicz 55’ Maglioni |
| non disponibile | Formazioni | · P Santoro · D Commisso · D López · D Sá · D Pavoni · C Galván · C Raimondo · C Semenewicz · A Balbuena · A Giachello · A Maglioni · A Mendoza |
| Griffin         | Allenatori | Ferreiro |

### Ritorno
| Arbitro: | Rojas |

|                 |            | |
|                 | Marcatori  | 1’ Maglioni 85’ Balbuena                                                                                    |
| non disponibile | Formazioni | P Santoro D Commisso D López D Sá D Pavoni C Galván C Raimondo C Semenewicz A Balbuena A Maglioni A Mendoza |
| Griffin         | Allenatori | Ferreiro |